# Mordet på Shinzo Abe
Mordet på Shinzo Abe var et mord på Japans tidligere premierminister Shinzo Abe (2006-2007 og 2012-2020) 8. juli 2022. Abe blev myrdet i forbindelse med et politisk møde i Okayama-præfekturet i den vestlige del af landet, da han blev ramt af en kugle i nakken. Han blev fragtet til et hospital, hvor han døde af sine kvæstelser kl. 17.03, lokal tid, hvilket var fem en halv time efter attentatet. Blandt andet et skudsår i hjertet. Han fik en statsbegravelse med deltagelse af udenlandske politikere 27. september 2022. Et arragement, der kostede 1,65 mia. yen (90 mio. DKK).

## Forløb
Gerningsmandens (Tetsuya Yamagami) motiv var, at Abe havde forbindelse til Moon-bevægelsen, som han hævdede havde ruineret hans familie, og at en donation havde fået hans mor til at gå fallit. Hans mor var i modsætning til ham selv og Abe medlem af bevægelsen.
Han havde prøvet at myrde Abe dagen før, men havde opgivet, da man skulle identificere sig for at deltage, men troppede op igen dagen efter, da Abe skulle føre kampagne i forbindelse med et regionalvalg. Gerningsmanden har efterfølgende erkendt at have skudt mod Abe med en hjemmelavet pistol.

## Efterforskningen
Yamagami blev anholdt på stedet og senere erklæret egnet til almindelig straf. Han blev tiltalt både for mordet og for at brud på våbenlovgivningen. Han risikerer dødsstraf. Under den efterfølgende efterforskning blev der fundet sprængstoffer i Yamagamis hjem. Efterforskere udtalte, at Yamagami havde været upåvirket af mordet.

## Reaktioner
Den japanske befolkning blev chokerede over mordet, iblandet sorg. USA's præsident Joe Biden beordrede efterfølgende amerikanske flag på halv, for at ære Abe, der ifølge Biden "var en stolt tjener for det japanske folk og en trofast ven af USA". Danmarks statsminister Mette Frederiksen var chokeret og fordømte angrebet. Der var også reaktioner fra NATO's generalsekretær Jens Stoltenberg, Frankrigs præsident Emmanuel Macron, Storbritanniens premierminister Boris Johnson, tidligere premierminister Theresa May, Australiens premierminister Anthony Albanese, Sveriges statsminister Magdalena Andersson, og formand for EU-kommisionen Ursula von der Leyen, mens Indiens premierminister, Narendra Modi annoncerede en national sørgedag for markere deres ”dybeste respekt” for Abe.
Fire dage efter mordet samledes hundredevis af mennesker sig foran et tempel i Tokyo, hvori der foregik en privat ceremoni. Dagen før dette blev det også besøgt af flere hundrede sørgende japanere.
Efter mordet fandt man ud af, at 179 ud af regeringspartiets 379 medlemmer havde forbindelse til Moonbevægelsen og en minister blev tvunget til at gå af.